# Marcel Arland
Marcel Arland född 5 juli 1899 i Varennes-sur-Amance, Haute Marne, död 12 januari 1986 i Saint-Sauveur-sur-École, var en fransk författare.

## Författarskap
Arland skapade sig som 25-årig en ställning med romenen Etienne (1924) och med tidskriftsartiklar, där han som elev till Gide försökte formulera tidens oro och hänvisa till tron som botemedel (Essais critiques, 1931). Med L'ordre (1929), romanen om en skamfilad generation, erövrade Arland Goncourtpriset. I Antarès (1932), Les Vivants (1934) och La vigie (1935) diagnostiseras i klar stil och med genomträngande allvar en fördrömd bourgeoisie.
Av Arlands senare arbeten märks Les plus beaux de nos joure (1937) samt lyriskt hållna noveller, Terre natale (1938), på en gång en självbiografisk skildring byggd på hans minnen från barndomen på Lothringens landsbygd, en bekännelseskrift, La grâce (1941) och Sur une terre menacée (1941).
Arland satt på stol nummer 26 i Franska Akademien mellan åren 1968 och 1986.